# 鹿儿岛县旗
鹿儿岛县旗（日语：／ Kagoshima ken ki）
鹿儿岛县旗是日本的47面都道府县旗之一。该条目是对鹿儿岛县旗以及鹿儿岛县章（日语：／ Kagoshima ken ki）的解说。

## 概要
县旗县章于1967年3月制定。主体是萨摩半岛和大隅半岛的圆形变形图案（凹陷部分对应的是志布志湾），而其中心的红色实心圆象征的是樱岛。
但县章与县旗上的图示，设计上并没有包含大隅诸岛（包括种子岛、屋久岛等）以及奄美群岛，由此被多方所批评，因此近年来使用徽记的次数增多，而鲜用县旗、县章。

## 徽记
1994年3月鹿儿岛县制定了徽记作为其识别标志。它是字母“K”的图案化，青色的“风”与“波”表现的是鹿儿岛县充满活力的姿态。2009年宇航员若田光一乘坐发现号航天飞机是手持的就是印有徽记的旗帜。。

鹿儿岛县徽记

## 脚注
1. ↑  鹿儿岛徽记旗随宇宙飞船进入太空（朝日新闻、2009年2月16日刊登）